# Kafana Janić à Ostružnica
La kafana Janić à Ostružnica (en serbe cyrillique : Јанићева кафана у Остружници ; en serbe latin : Janićeva kafana u Ostružnici) est située à Ostružnica, sur le territoire de la Ville de Belgrade et dans la municipalité urbaine de Čukarica. Construite au début du XIXe siècle, elle est inscrite sur la liste des biens culturels de la ville de Belgrade.

## Présentation
La kafana Janić, située 19 rue Karađorđeva à Ostružnica, a été construite au début du XIXe siècle. Elle comprenait sept chambres, deux salles de restaurant donnant sur le devant de la maison et une cuisine, un garde-manger et les quartiers des serveurs donnant sur l'arrière. Les quartiers du propriétaire se trouvaient dans l'aile occidentale de la maison, séparés du reste par un couloir. La maison est constituée d'une structure en bois remplie de pierres cassées, remplacées plus tard par de la brique.
La kafana Janić est un exemple exceptionnellement important de l'architecture vernaculaire en Serbie.